# Cernik (Brod-Posavina)
Pour les articles homonymes, voir Cernik.
Cernik est un village et une municipalité située dans le comitat de Brod-Posavina, en Croatie. Au recensement de 2001, la municipalité comptait 4 235 habitants, dont 96,67 % de Croates et le village seul comptait 1 839 habitants.

## Localités
La municipalité de Cernik compte 11 localités :
| - Baćin Dol - Banićevac - Cernik - Giletinci - Golobrdac - Opatovac | - Opršinac - Podvrško - Sinlije - Šagovina Cernička - Šumetlica |